# Раузес-Пойнт (Нью-Йорк)
Раузес-Пойнт (англ. Rouses Point) — селище (англ. village) в США, в окрузі Клінтон штату Нью-Йорк. Населення — 2195 осіб (2020).

## Географія
Раузес-Пойнт розташований за координатами 44°59′28″ пн. ш. 73°21′49″ зх. д. / 44.99111° пн. ш. 73.36361° зх. д. (44.991248, -73.363674).  За даними Бюро перепису населення США в 2010 році селище мало площу 6,44 км², з яких 4,56 км² — суходіл та 1,88 км² — водойми.

## Демографія
Згідно з переписом 2010 року, у селищі мешкало 2209 осіб у 1052 домогосподарствах у складі 598 родин. Густота населення становила 343 особи/км².  Було 1140 помешкань (177/км²).
Расовий склад населення:
| - 96,2 % — білих - 1,4 % — азіатів - 0,8 % — чорних або афроамериканців - 0,2 % — корінних американців |

До двох чи більше рас належало 1,0 %. Частка іспаномовних становила 1,5 % від усіх жителів.
За віковим діапазоном населення розподілялося таким чином: 19,8 % — особи молодші 18 років, 64,3 % — особи у віці 18—64 років, 15,9 % — особи у віці 65 років та старші. Медіана віку мешканця становила 44,2 року. На 100 осіб жіночої статі у селищі припадало 92,3 чоловіків;  на 100 жінок у віці від 18 років та старших — 91,2 чоловіків також старших 18 років.
Середній дохід на одне домашнє господарство  становив 69 475 доларів США (медіана — 60 556), а середній дохід на одну сім'ю — 81 506 доларів (медіана — 75 417). Медіана доходів становила 61 667 доларів для чоловіків та 39 741 долар для жінок. За межею бідності перебувало 10,9 % осіб, у тому числі 14,6 % дітей у віці до 18 років та 3,8 % осіб у віці 65 років та старших.
Цивільне працевлаштоване населення становило 1072 особи. Основні галузі зайнятості: освіта, охорона здоров'я та соціальна допомога — 19,0 %, публічна адміністрація — 18,0 %, виробництво — 16,9 %.